# Dennard
Dennard – jednostka osadnicza w Stanach Zjednoczonych, w stanie Arkansas, w hrabstwie Van Buren.